# KK Budućnost Podgorica
Cet article traite de l'équipe de basket-ball masculin. Pour les autres sports, voir Budućnost Podgorica.
Maillots
Le Košarkaški Klub Budućnost Podgorica est un club monténégrin de basket-ball basé à Podgorica. Le club disputait le championnat yougoslave puis serbo-monténégrin, et fait partie, en 2006, des 8 premières équipes disputant le championnat monténégrin ligue A1. Le club participe également à la Ligue adriatique.

## Historique
Fondé en 1949 à Titograd (l'actuelle Podgorica), ce n'est qu'en 1980 avec l'arrivée de la compagnie Budućnost que le club se développe en arrivant en première division yougoslave. En 1988 il chute en deuxième division, pour retrouver l'élite 2 ans plus tard.
Le club obtient ensuite de très bons résultats dans la seconde moitié des années 1990, devenant ainsi un des clubs majeur du championnat. Avec l'indépendance du Monténégro et la création de la fédération le 26 juillet 2006, le club devient un des pionniers du naissant championnat monténégrin.

## Palmarès
- Ligue adriatique : 2018

Monténégro
- Champion du Monténégro : 2007, 2008, 2009, 2010, 2011, 2012, 2013, 2014, 2015, 2016, 2017, 2019, 2021
- Coupe du Monténégro : 2007, 2008, 2009, 2010, 2011, 2012, 2014, 2015, 2016, 2017, 2018, 2019, 2020, 2021

Yougoslavie
- Champion de RF Yougoslavie : 1999, 2000, 2001
- Vainqueur de la Coupe de RF Yougoslavie : 1996, 1998, 2001

## Entraîneurs successifs
- Rusmir Halilović
- Vlade Đurović (1984-1985)
- Milutin Petrović (1985-1986)
- Miodrag Baletić
- Miroslav Nikolić (en) (1998-2001)
- Bogdan Tanjević (2001)
- Zoran Sretenović (2001)
- Darko Ruso
- Zvezdan Mitrović
- Zoran Martič (en)
- Dejan Radonjić (2006-2013)
- Ilías Zoúros (2016-2017)
- Luka Pavićević (2017-2018)
- Jasmin Repeša (2018-2021)
- Dejan Milojević (2021-)

## Joueurs marquants
- Goran Bojanić
- Goran Bošković
- Haris Brkić
- Nikola Bulatović
- Žarko Čabarkapa
- Goran Ćakić (en)
- Dragan Ćeranić
- Vladimir Kuzmanović
- Saša Obradović
- Đuro Ostojić
- Gavrilo Pajović
- Žarko Paspalj
- Aleksandar Pavlović
- Bojan Subotić (en)
- Bogdan Tanjević
- Dejan Tomašević
- Milenko Topić
- Bojan Bakić
- Vladimir Dašić
- Vladimir Dragičević
- Bojan Dubljević
- Savo Đikanović
- Nikola Ivanović
- Goran Jeretin
- Ivan Koljević (en)
- Vladimir Mihailović
- Nenad Mijatović (en)
- Luka Pavićević
- Aleksa Popović
- Dejan Radonjić
- Balša Radunović (en)
- Žarko Rakočević
- Boris Savović
- Blagota Sekulić
- Vlado Šćepanović
- Sead Šehović
- Mladen Šekularac
- Slavko Vraneš
- Nikola Vučević
- Dragan Vukčević
- Nikola Jestratijević
- Bojan Krstović (en)
- Marko Lekić
- Vladimir Micov
- Dejan Milojević
- Nikola Otašević (en)
- Ivan Paunić
- Miljan Pavković
- Igor Rakočević
- Marko Simonović
- Aleksandar Smiljanić
- Željko Topalović
- Čedomir Vitkovac
- Andre Brown
- Omar Cook
- Acie Earl
- Jerome James
- Doron Lamb
- J. R. Reynolds
- Tony Stanley
- Davor Pejčinović
- Darko Planinić
- Robert Rikić (en)
- Duško Ivanović
- Saša Radunović
- Deji Akindele
- Jermaine Anderson
- Nemanja Gordić
- Gintaras Kadžiulis (en)
- Gerald Lee
- Hasan Rizvić
- Edwin Jackson